# Los ojos que vieron la muerte
Los ojos que vieron la muerte (Go back for murder en su título original) es una obra de teatro de Agatha Christie, estrenada en 1960. Se trata de una adaptación que hizo la propia autora de su novela Cinco cerditos.

## Argumento
El abogado Justin Fogg es contratado por Carla Crale, para que reconstruya un crimen ocurrido muchos años atrás, el asesinato de su padre Hector Crale. Su madre Caroline se autoinculpó del crimen alegando que no podía soportar más las continuas infidelidades de su marido. Ahora que ella ha muerto en prisión y convencida de su inocencia Carla pretende descubrir la verdad. Gracias a la ayuda de Justin consigue reunir a todas las personas que convivieron con su padre el día de su muerte. Tras escuchar a todos ellos, descubre que su madre se autoinculpó porque creía que su hermana menor Angel, era la asesina. Finalmente, se descubre que en realidad, la asesina fue Elsa, la amante ocasional en aquel momento de su padre, por el temor de que la abandonase igual que había hecho con sus antiguas conquistas.

## Estreno
- Teatro Infanta Isabel, Madrid, 17 de febrero de 1961.
  - Dirección: Arturo Serrano.
  - Escenografía: Rafael Richart.
  - Intérpretes: Julia Gutiérrez Caba, Luisa María Payán, Tina Sainz, Rafael Arcos, Emilio Gutiérrez, Enrique Cerro, Alberto Bové, Ricardo Alpuente, José Sacristán.